# Apriacher Stockmühlen

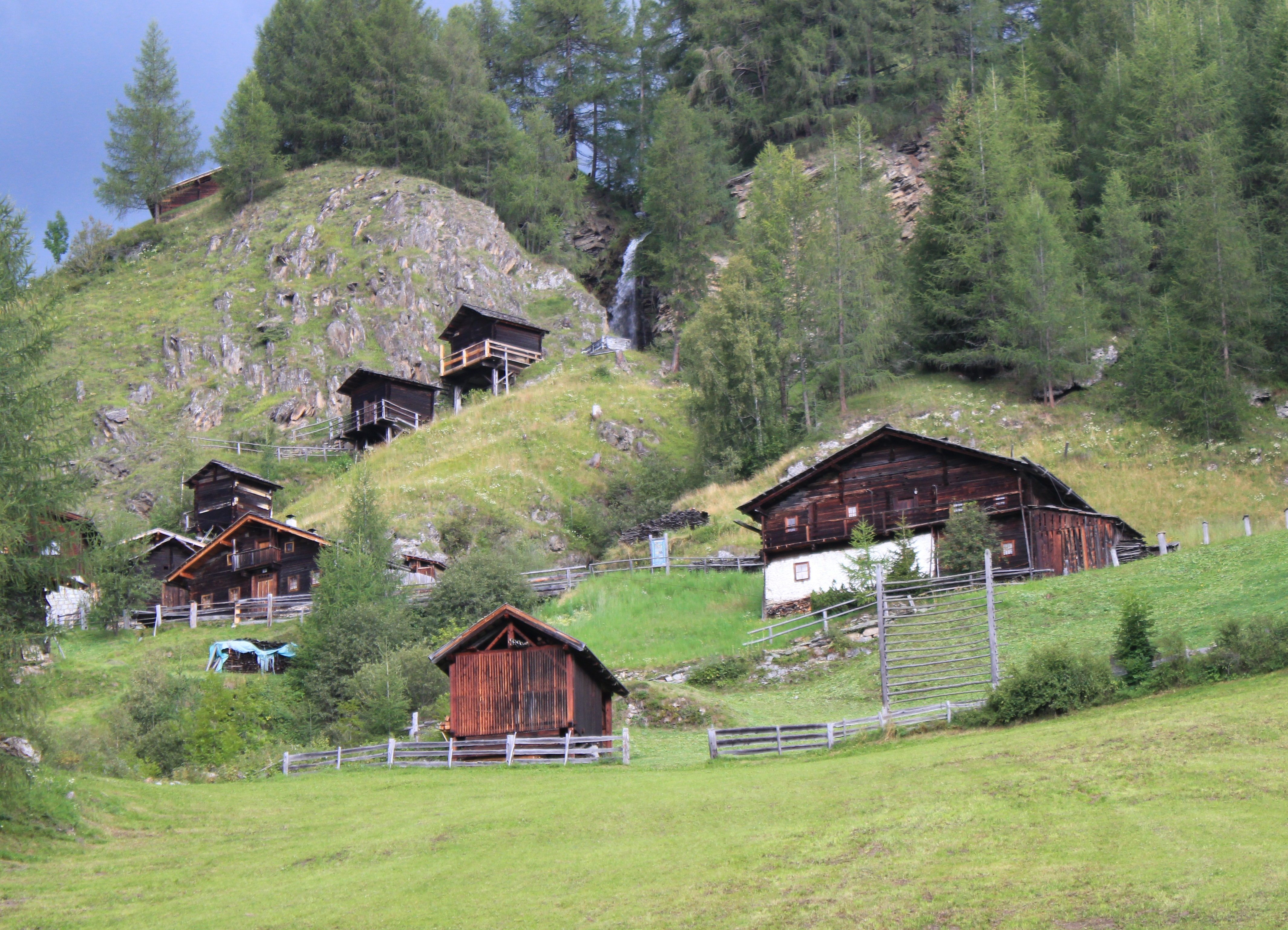
Apriacher Stockmühlen

Die acht Apriacher Stockmühlen in Apriach in der österreichischen Gemeinde Heiligenblut am Großglockner bilden eines der letzten erhaltenen alpenländischem Stockmühlen-Ensembles. Die Bezeichnung Stockmühle leitet sich von der hölzernen Antriebsachse des Mühlsteins, im Volksmund „Stock“ genannt, ab.

## Geschichte

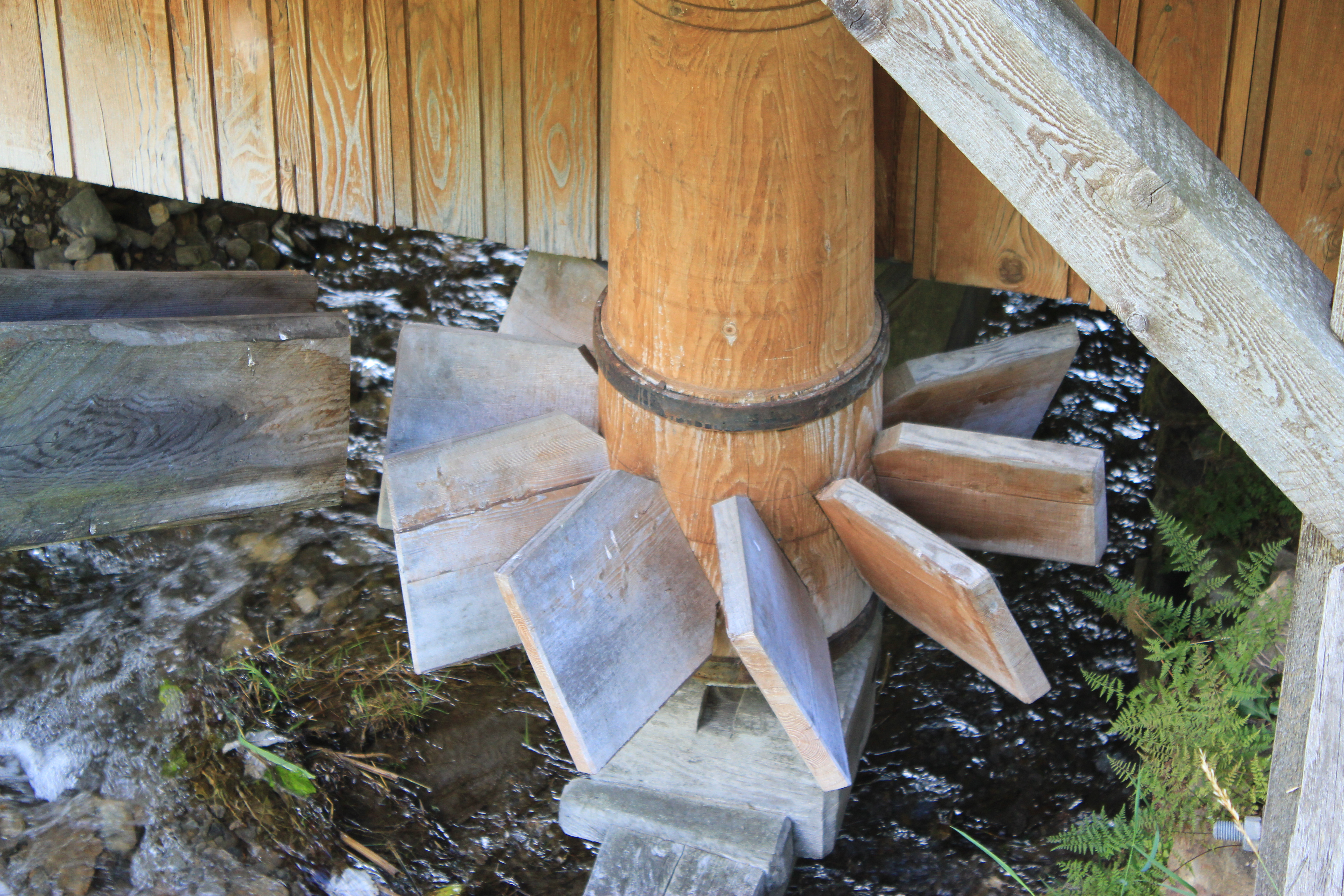
Wasserrad der obere Mallig-Mühle in Apriach

Bis vor wenigen Jahrzehnten dominierte an den Sonnenhängen von Apriach der Getreideanbau. Wegen der Seehöhe von 1500 Metern mussten kälteunempfindliche Getreidesorten verwendet werden. Fast jeder Bauernhof hatte am Apriacher Bach seine eigene Mühle. Die Goremühle hat zwei Mühlstöcke und ist eine Gemeinschaftsmühle von zwei Bauern. Die Mühlen stammen spätestens aus dem 18. Jahrhundert, die Schmutzermühle ist mit 1792 bezeichnet. 1976 wurde von den Mühlenbesitzern ein Verein zur Erhaltung der Mühlen gegründet, 1983 das Mühlenensemble vom Bundesdenkmalamt unter Schutz gestellt.

## Beschreibung
Die acht Mühlen, namentlich die Brennermühle bzw. Gori-Mühle, die Glauer-Mühle, die Jörger-Mühle, die Kellnermühle bzw. Lenzer-Mühle, die Mörtl-Mühle, die Obere Mallig-Mühle, die Schmutzer-Mühle und die Zlöbl-Mühle, stehen auf hohen Holzstützen frei über dem Gelände. Der Mühlbach fließt jeweils unterhalb des Mühlbodens kontinuierlich vom Wasserrad der einen Mühle zur nächsten. So ist der gleichzeitige Betrieb aller Mühlen möglich. Das kleine turbinenartige Wasserrad der Mühle mit fächerförmig eingelassenen Schaufeln, „Flottern“ genannt, im lotrechten Wellbaum ist mit dem auf der gleichen Welle angeordneten oberen Mühlstein, dem „Läufer“ ohne Übersetzung verbunden. Der untere Mühlstein, der „Leger“, bleibt stehen. Die Wasserrinnen und Wasserräder sind aus Lärchenholz, die Mühlsteine aus weichem Granit.

## Nachweise
- Manfred Wehdorn, Ute Georgeacopol-Winischhofer, Paul W. Roth und Elfriede Mejchar: Baudenkmäler der Technik und Industrie in Österreich. Bd. 2, Steiermark, Kärnten. Böhlau-Verlag,  Wien 1998, ISBN 978-3-205-05202-9, S. 130.
- Dehio-Handbuch. Die Kunstdenkmäler Österreichs. Kärnten. Anton Schroll, Wien 2001, ISBN 3-7031-0712-X, S. 19.

Koordinaten: 47° 0′ 39,6″ N, 12° 53′ 9,5″ O